# تامارا-آنا سیسلووسکا

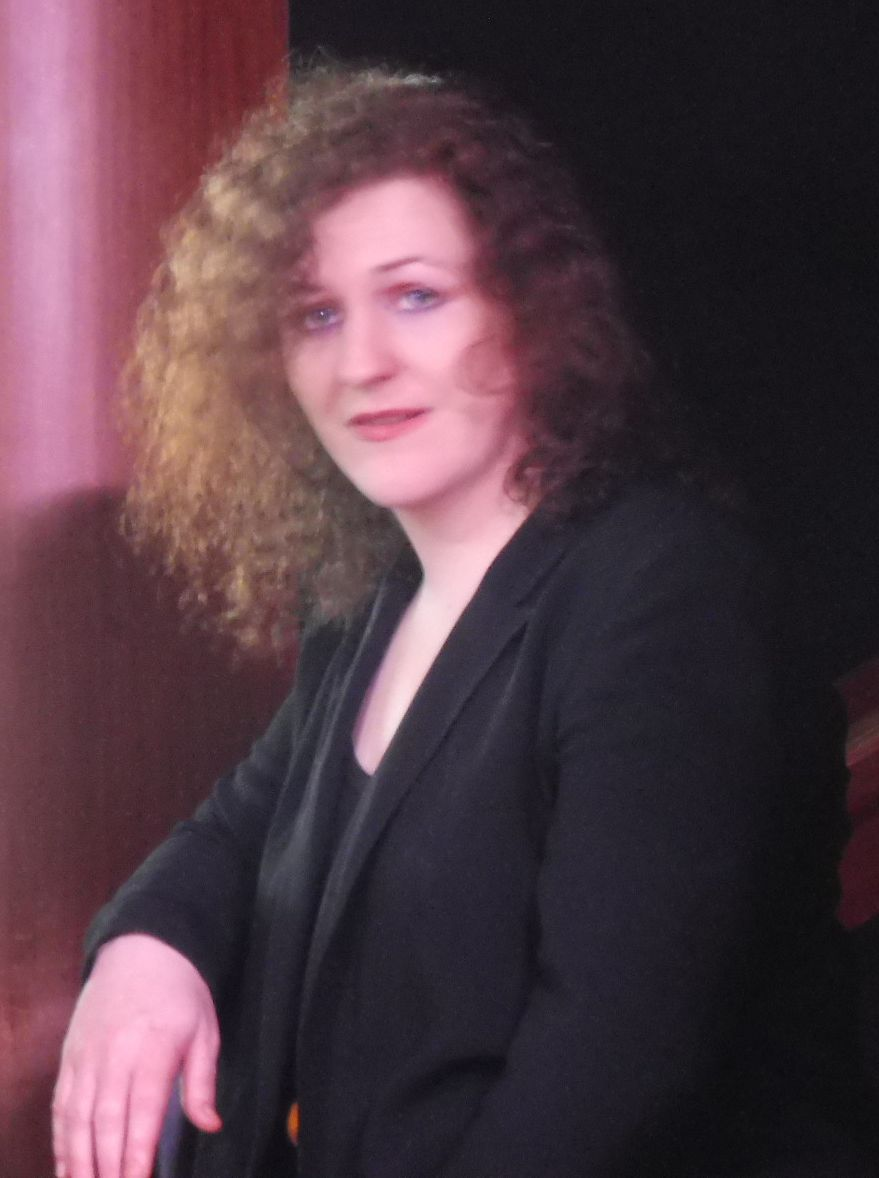
سیسلووسکا در سال ۲۰۱۸

تامارا-آنا سیسلووسکا یک پیانیست استرالیایی است. مادرش، نتا موگان، یک معلم پیانو ماهر است. او در بسیاری از کشورها از جمله ایالات متحده، بریتانیا، آمریکای جنوبی، ایتالیا، ژاپن، آلمان، سوئیس، یونان، هلند و لهستان اجرا داشته‌است و با ارکسترهای فیلارمونیا، فیلارمونیک لندن و فیلارمونیک رومانی و هر شش ارکستر سمفونیک اصلی استرالیا نوازندگی کرده‌است.
سیسلووسکا اصول اولیه پیانو را توسط مادرش نتا موگان آموخت. او به عنوان یک کودک نابغه ظاهر شد و اولین اجرای عمومی خود را در دو سالگی انجام داد. او در سه سالگی شروع به ضبط مطالب برای بنگاه خبررسانی استرالیا کرد. یکی از اولین مربیان او نانسی سالاس بود و بعداً نزد جفری توزر تحصیل کرد.

## آهنگ‌شناسی

### آلبوم‌ها
| عنوان                                                                   | جزئیات آلبوم                                                                      | نمودار اوج موقعیت‌ها |
| عنوان                                                                   | جزئیات آلبوم                                                                      | AUS                 |
| ----------------------------------------------------------------------- | --------------------------------------------------------------------------------- | ------------------- |
| جزیره طلسم شده                                                          | - تاریخ انتشار: ۱۹۹۶ - فرمت: سی دی - برچسب:                                       | -                   |
| ساعت فارسی                                                              | - تاریخ انتشار: ۱۹۹۸ - فرمت: سی دی - برچسب: آثار هنری (AW010)                     | -                   |
| پیانو: آلبوم روسی                                                       | - منتشر شده: ۲۰۰۹ - فرمت: سی دی - برچسب:                                          | -                   |
| کشتی ارواح                                                              | - تاریخ انتشار: ۲۰۰۰ - فرمت: سی دی - برچسب: آثار هنری (AWO020)                    | -                   |
| در کنسرت: هایدن – موتزارت – بتهوون                                      | - منتشر شده: ۲۰۰۸ - فرمت: سی دی - برچسب: 2MBS-FM (MBS42)                          | -                   |
| غریزه باس (با دامیان وایتلی)                                            | - منتشر شده: ۲۰۰۹ - فرمت: سی دی - برچسب: دامیان وایتلی (۷۳۵۷۲۱۴)                  | -                   |
| آثار کامل برای پیانو سولو (با پیتر اسکالتورپ)                           | - منتشر شده: سپتامبر ۲۰۱۴ - فرمت: ۲×CD، دیجیتال - برچسب: ABC Classics (481 1181)  | -                   |
| پروانه: موسیقی پیانو اثر النا کاتس-چرنین (با النا کاتس-چرنین)           | - منتشر شده: ۲۰۱۶ - فرمت: سی دی، دیجیتال - برچسب: ABC Classics (481 2625)         | -                   |
| النا کاتس-چرنین: نامه‌های عاشقانه ارسال نشده – مدیتیشن در مورد اریک ساتی | - منتشر شده: ۲۰۱۷ - فرمت: سی دی، دیجیتال - برچسب: ABC Classics (481 4967)         | 91                  |
| به سکوت (با ارکستر سمفونیک تاسمانی)                                     | - منتشر شده: سپتامبر ۲۰۱۷ - فرمت: سی دی، دیجیتال - برچسب: ABC Classics (481 6295) | -                   |
| واسکی گورکی پلسیس (با ارکستر سمفونیک تاسمانی و یوهانس فریتزش)           | - منتشر شده: ۲۰۱۸ - فرمت: دیجیتال - برچسب:                                        | -                   |
| بازی با آتش                                                             | - منتشر شده: ۲۰۱۹ - فرمت: سی دی، دیجیتال - برچسب: Wirripang (Wirr 095)            | -                   |
| یک روز تابستان                                                          | - منتشر شده: آوریل ۲۰۲۱ - فرمت: سی دی، دیجیتال - برچسب: ABC                       | -                   |
| دوئت (با مهمانان)                                                       | - منتشر شده: نوامبر ۲۰۲۱ - فرمت: سی دی، دیجیتال - برچسب: ABC                      | -                   |
| دوئت ۲ (با مهمانان)                                                     | - منتشر شده: سپتامبر ۲۰۲۲ - فرمت: سی دی، دیجیتال - برچسب: ABC                     | -                   |